# Randolph Scott
George Randolph Scott (Charlotte, 23 gennaio 1898 – Los Angeles, 2 marzo 1987) è stato un attore statunitense.
Pur avendo recitato, nel corso di una carriera ultratrentennale, in una grande varietà di generi cinematografici, dalla commedia al poliziesco, dal film di guerra al musical (benché in ruoli non da cantante o ballerino), il suo nome resta indissolubilmente legato al western: del centinaio di film da lui interpretati, più di sessanta appartengono a questo genere.
Randy - questo il suo soprannome - conservò sempre il fascino e le buone maniere dell'uomo del sud e la sua carriera ne fu condizionata al punto da restare prigioniero per tutta la vita del ruolo di eroe del West, che rese famoso, soprattutto nei primissimi film, anche il suo cavallo Stardust.

## Biografia
Secondo di sei figli, nacque in North Carolina da George Grant Scott, originario della Virginia e dirigente di un'industria tessile, e da Lucille Luray, erede di una ricca famiglia del posto. Grazie all'elevato reddito della famiglia, Scott fu in grado di permettersi gli studi presso scuole private e la pratica di numerosi sport, in cui poté eccellere grazie alla sua figura slanciata (era alto 1,88 m) e al suo fisico atletico.
Nel 1917, all'entrata degli Stati Uniti nella prima guerra mondiale, il diciannovenne Scott fu arruolato come artigliere e inviato in Francia. L'esperienza che acquisì nell'uso delle armi e nel cavalcare gli fu utile poi nella carriera cinematografica. Alla fine della guerra, riprese gli studi in patria e tentò la carriera di giocatore di football in una squadra universitaria, ma a causa di un grave incidente alla schiena dovette rinunciare a questo progetto. Si laureò allora in Ingegneria tessile presso la University of North Carolina e fu assunto nella stessa industria in cui lavorava suo padre.
Il suo esordio nel cinema avvenne relativamente tardi, nel 1928, quando il giovane ingegnere approdò a Hollywood grazie a una lettera di presentazione che suo padre scrisse all'eccentrico produttore Howard Hughes, con il quale aveva rapporti di amicizia. Hughes lo ingaggiò in un piccolo ruolo nel film Ancore d'oro (1928), diretto da John G. Blystone. Successivamente lavorò in qualità di suggeritore di battute per Gary Cooper in L'uomo della Virginia (1929), film nel quale lo stesso Scott ottenne un piccolo ruolo.
Nei primi anni trenta, su consiglio di Cecil B. DeMille, si dedicò al perfezionamento della recitazione, partecipando ad alcuni lavori teatrali messi in scena al Pasadena Playhouse e successivamente al Vine Street Theatre di Hollywood. Proprio nel corso di questi spettacoli fu notato da alcuni produttori e sottoposto a diversi provini cinematografici. Ad ingaggiarlo fu la Paramount, che gli assicurò una paga settimanale di 400 dollari per un contratto di sette anni.
Il primo impegno con la Paramount prevedeva una piccola parte in una commedia intitolata Sky Bride, ma a questo fece subito seguito un ruolo da protagonista in un western, il primo di un gruppo di dieci che la Paramount volle trarre dai romanzi di Zane Grey. In Heritage of the Desert, Scott fu diretto da Henry Hathaway, che fu il regista di altri sei dei dieci film. Pur trattandosi di film a basso costo, queste pellicole diedero a Scott un'inaspettata popolarità e furono per lui un'impagabile esperienza di recitazione.
Il suo volto segnato gli fu congeniale per interpretare il ruolo del cowboy saggio ed esperto, spesso costretto a frenare le intemperanze dei suoi giovani partner, sempre a fianco del suo fido cavallo Stardust. Contemporaneamente a questa serie, Scott comparve anche in musical con Fred Astaire e Ginger Rogers, come Roberta (1935) e Seguendo la flotta (1936), per poi approdare a fianco di Cary Grant alla commedia con Hot Saturday (1932) e Le mie due mogli (1940), e in un paio di film di guerra. Il film che tuttavia gli diede maggiore popolarità fu Il re dei pellirosse, che girò nel 1936 sotto la direzione di George B. Seitz, mentre l'anno successivo girò un altro western, Sorgenti d'oro (1937), accanto a Irene Dunne.
Scaduto nel 1938 il contratto con la Paramount, Scott fu in lizza per interpretare il ruolo di Ashley Wilkes in Via col vento, ma la parte fu attribuita a Leslie Howard. Quando nel 1942 interpretò I cacciatori dell'oro, il suo nome, già molto quotato, venne imposto dalla produzione sui manifesti affiancato a quello del celeberrimo John Wayne. All'entrata degli Stati Uniti nel secondo conflitto mondiale, Scott volle nuovamente arruolarsi nell'esercito, ma l'incidente alla spina dorsale occorsogli molti anni prima gli costò l'esonero. Il suo ruolo come protagonista in I predoni della città (1946), girato appena dopo la guerra, lo fissò una volta per sempre nello stereotipo dell'indomito eroe del West, incaricato di far rispettare la legge negli sperduti villaggi dei pionieri. Tutti i film successivi, tranne due, furono di genere western.
Snobbato dalla critica, che non gli perdonava una certa legnosità sul piano interpretativo, lavorò senza tregua nel corso degli anni cinquanta riuscendo, alla soglia dei sessant'anni, a dare il meglio di sé in una serie di lungometraggi del regista Budd Boetticher, che lo volle protagonista, fra il 1956 ed il 1960, di ben sette film, fra i quali I sette assassini (1956), I tre banditi (1957), L'albero della vendetta (1959), film che rese celebre James Coburn, e La valle dei mohicani (1960), pellicole in cui incarnò il solitario eroe che si scontra con uno stuolo di cattivi senza scrupoli affrontandoli esclusivamente per senso di giustizia. Diventò così uno dei molteplici uomini senza nome dal passato incerto e misterioso che costellarono l'universo western del dopoguerra.
Questi film furono il preludio del crepuscolare Sfida nell'Alta Sierra (1962) di Sam Peckinpah, accanto a Joel McCrea, in cui interpretò Gil, un vecchio ex sceriffo non risparmiato dal tempo, che accusa acciacchi e delusioni e che congettura, per la prima volta nella vita, l'idea di passare all'illegalità. Dopo questo film, Randy si ritirò per godersi i proventi di una carriera fortunatissima. 
Prima di morire, ottantanovenne, frequentò il predicatore televisivo Billy Graham, di cui divenne molto amico. Gli venne attribuita una stella nella Hollywood Walk of Fame.

## Vita privata
Poco si sa sulla sua vita privata, tuttavia circolarono voci, peraltro mai confermate dall'attore, su una sua possibile omosessualità: egli avrebbe avuto una relazione segreta con il celebre collega attore Cary Grant tra la fine degli anni quaranta e i primi anni cinquanta.

## Filmografia parziale
- Ancore d'oro (Sharp Shooters), regia di John G. Blystone (1928)
- Il fiume stanco (Weary River), regia di Frank Lloyd (1929)
- Il richiamo della terra (The Far Call), regia di Allan Dwan (1929)
- La guardia nera (The Black Watch), regia di John Ford (1929)
- Allegri marinai (Sailor's Holiday), regia di Fred C. Newmeyer (1929)
- Illusion, regia di Lothar Mendes (1929)
- Helf Marriage, regia di William J. Cowen (1929)
- Dinamite (Dynamite), regia di Cecil B. DeMille (1929)
- L'uomo della Virginia (The Virginian), regia di Victor Fleming (1929)
- Temerario nato (Born Reckless), regia di Andrew Bennison e John Ford (1930)
- Women Men Marry, regia di Charles Hutchison (1931)
- Ala infranta (Sky Bride), regia di Stephen Roberts (1932)
- Una famiglia 900 (A Successful Calamity), regia di John G. Adolfi (1932)
- Heritage of the Desert, regia di Henry Hathaway (1932)
- Hot Saturday, regia di William A. Seiter (1932)
- Wild Horse Mesa, regia di Henry Hathaway (1932)
- L'isola delle anime perdute (Island of Lost Souls), regia di Erle C. Kenton (1932)
- Hello, Everybody!, regia di William A. Seiter (1933)
- The Thundering Herd, regia di Henry Hathaway (1933)
- Murders in the Zoo, regia di A. Edward Sutherland (1933)
- Supernatural, regia di Victor Halperin (1933)
- Sunset Pass, regia di Henry Hathaway (1933)
- L'amore è un'altra cosa (Cocktail Hour), regia di Victor Schertzinger (1933)
- Man of the Forest, regia di Henry Hathaway (1933)
- To the Last Man, regia di Henry Hathaway (1933)
- Sogni infranti (Broken Dreams), regia di Robert G. Vignola (1933)
- The Last Round-Up, regia di Henry Hathaway (1934)
- Il canto del West (Wagon Wheels), regia di Charles Barton (1934)
- Home on the Range, regia di Arthur Jacobson (1935)
- Rocky Mountain Mystery, regia di Charles Barton (1935)
- Roberta, regia di William A. Seiter (1935)
- La rosa del sud (So Red the Rose), regia di King Vidor (1935)
- Village Tale, regia di John Cromwell (1935)
- La donna eterna (She), regia di Lansing C. Holden e Irving Pichel (1935)
- Seguendo la flotta (Follow the Fleet), regia di Mark Sandrich (1936)
- And Sudden Death, regia di Charles Barton (1936)
- Il re dei pellirosse (The Last of the Mohicans), regia di George B. Seitz (1936)
- Go West Young Man, regia di Henry Hathaway (1936)
- Sorgenti d'oro (High, Wide and Handsome), regia di Rouben Mamoulian (1937)
- Rondine senza nido (Rebecca of Sunnybrook Farm), regia di Allan Dwan (1938)
- The Texans, regia di James P. Hogan (1938)
- The Road to Reno, regia di S. Sylvan Simon (1938)
- Jess il bandito (Jesse James), regia di Henry King (1939)
- Susanna e le giubbe rosse (Susannah of the Mounties), regia di Walter Lang e William A. Seiter (1939)
- Gli indomabili (Frontier Marshal), regia di Allan Dwan (1939)
- Angeli del mare (Coast Guard), regia di Edward Ludwig (1939)
- 20,000 Men a Year, regia di Alfred E. Green (1939)
- La vendetta dei Dalton (When the Dalton Rode), regia di George Marshall (1940)
- Carovana d'eroi (Virginia City), regia di Michael Curtiz (1940)
- Le mie due mogli (My Favorite Wife), regia di Garson Kanin (1940)
- Fred il ribelle (Western Union), regia di Fritz Lang (1941)
- La ribelle del Sud (Belle Starr), regia di Irving Cummings (1941)
- Paris Calling, regia di Edwin L. Marin (1941)
- I cacciatori dell'oro (The Spoilers), regia di Ray Enright (1942)
- Verso le coste di Tripoli (To the Shores of Tripoli), regia di H. Bruce Humberstone (1942)
- La febbre dell'oro nero (Pittsburgh), regia di Lewis Seiler (1942)
- 19º stormo bombardieri (Bombardier), regia di Richard Wallace (1943)
- Desperados (The Desperadoes), regia di Charles Vidor (1943)
- Corvetta K-225 (Corvette K-225), regia di Richard Rosson (1943)
- Gung Ho! ('Gung Ho!': The Story of Carlson's Makin Island Raiders), regia di Ray Enright (1943)
- La bella dello Yukon (Belle of the Yukon), regia di William A. Seiter (1944)
- I falchi del fiume giallo (China Sky), regia di Ray Enright (1945)
- Capitan Kidd (Captain Kidd), regia di Rowland V. Lee (1945)
- I predoni della città (Abilene Town), regia di Edwin L. Marin (1946)
- La terra dei senza legge (Badman's Territory), regia di Tim Whelan (1946)
- Home, Sweet Homicide, regia di Lloyd Bacon (1946)
- Frontiere selvagge (Trail Street), regia di Ray Enright (1947)
- I bandoleros (Gunfighters), regia di George Waggner (1947)
- Tre figli in gamba (Christmas Eve), regia di Edwin L. Marin (1947)
- Il solitario del Texas (Albuquerque), regia di Ray Enright (1948)
- Il pugnale del bianco (Coroner Creek), regia di Ray Enright (1948)
- Gli avvoltoi (Return of the Bad Men), regia di Ray Enright (1948)
- Le colline camminano (The Walking Hills), regia di John Sturges (1949)
- Amore selvaggio (Canadian Pacific), regia di Edwin L. Marin (1949)
- Solo contro il mondo (The Doolins of Oklahoma), regia di Gordon Douglas (1949)
- L'inafferrabile (Fighting Man of the Plains), regia di Edwin L. Marin (1949)
- L'uomo del Nevada (The Nevadan), regia di Gordon Douglas (1950)
- Colt .45, regia di Edwin L. Marin (1950)
- Il ponte dei senza paura (The Cariboo Trail), regia di Edwin L. Marin (1950)
- Sugarfoot, regia di Edwin L. Marin (1951)
- Rotaie insanguinate (Santa Fe), regia di Irving Pichel (1951)
- L'ultima sfida (Fort Worth), regia di Edwin L. Marin (1951)
- Il cavaliere del deserto (Man in the Saddle), regia di André De Toth (1951)
- Nevada Express (Carson City), regia di André De Toth (1952)
- Il nodo del carnefice (Hangman's Knot), regia di Roy Huggins (1952)
- Three Lives, regia di Edward Dmytryk (1953)
- La meticcia di Sacramento (The Man Behind the Gun), regia di Felix E. Feist (1953)
- Lo straniero ha sempre una pistola (The Stranger Wore a Gun), regia di André De Toth (1953)
- Per la vecchia bandiera (Thunder Over the Plains), regia di André De Toth (1953)
- L'assedio di fuoco (Riding Shotgun), regia di André De Toth (1954)
- Cacciatori di frontiera (The Bounty Hunter), regia di André De Toth (1954)
- La banda dei dieci (Ten Wanted Men), regia di H. Bruce Humberstone (1955)
- L'agente speciale Pinkerton (Rage at Dawn), regia di Tim Whelan (1955)
- Terra infuocata (Tall Man Riding), regia di Lesley Selander (1955)
- I senza Dio (A Lawless Street), regia di Joseph H. Lewis (1955)
- I sette assassini (Seven Men from Now), regia di Budd Boetticher (1956)
- 7º Cavalleria (7th Cavalry), regia di Joseph H. Lewis (1956)
- I tre banditi (The Tall T), regia di Budd Boetticher (1957)
- Il cerchio della vendetta (Shoot-Out at Medicine Bend), regia di Richard L. Bare (1957)
- Decisione al tramonto (Decision at Sundown), regia di Budd Boetticher (1957)
- Il cavaliere solitario (Buchanan Rides Alone), regia di Budd Boetticher (1958)
- L'oro della California (Westbound), regia di Budd Boetticher (1958)
- L'albero della vendetta (Ride Lonesome), regia di Budd Boetticher (1959)
- La valle dei mohicani (Comanche Station), regia di Budd Boetticher (1960)
- Sfida nell'Alta Sierra (Ride the High Country), regia di Sam Peckinpah (1962)

## Doppiatori italiani
- Emilio Cigoli in La rosa del sud, Jess il bandito, Gli indomabili, La ribelle del Sud, I cacciatori dell'oro, Verso le coste di Tripoli, La febbre dell'oro nero, 19º stormo bombardieri, Desperados, Gung Ho!, Capitan Kidd, I predoni della città, Frontiere selvagge, I bandoleros, Tre figli in gamba, Il solitario del Texas, Gli avvoltoi, Amore selvaggio, L'inafferrabile, L'uomo del Nevada, Colt 45, Il ponte dei senza paura, Rotaie insanguinate, Il cavaliere del deserto, Nevada Express, Il nodo del carnefice, La meticcia di Sacramento, Per la vecchia bandiera, L'assedio di fuoco, Cacciatori di frontiera, La banda dei dieci, L'agente speciale Pinkerton, Terra infuocata, I senza Dio, I sette assassini, 7º cavalleria, I tre banditi, Il cerchio della vendetta, Decisione al tramonto, Il cavaliere solitario, L'oro della California, L'albero della vendetta, La valle dei mohicani
- Gualtiero De Angelis in Seguendo la flotta, La terra dei senza legge
- Giorgio Capecchi in Le mie due mogli, Lo straniero ha sempre una pistola
- Mario Pisu in Le colline camminano, Sfida nell'Alta Sierra
- Sergio Tedesco in I senza Dio (ridoppiaggio), I tre banditi (ridoppiaggio)
- Giulio Panicali in Sorgenti d'oro
- Romano Malaspina in Roberta (ridoppiaggio)
- Alessandro Rossi in Seguendo la flotta (ridoppiaggio)
- Oreste Rizzini in Jess il bandito (ridoppiaggio)
- Michele Kalamera in L'ultima sfida (ridoppiaggio)